# IC 5016
IC 5016 ist eine Balken-Spiralgalaxie vom Hubble-Typ SBc im Sternbild Pfau am Südsternhimmel. Sie ist schätzungsweise 679 Millionen Lichtjahre von der Milchstraße entfernt und hat einen Durchmesser von etwa 120.000 Lj. 

Im selben Himmelsareal befinden sich u. a. die Galaxien IC 5008 und IC 5014.
Das Objekt wurde am 26. September 1900 von DeLisle Stewart entdeckt.